# Quispillaccta
Quispillaccta es un pueblo indígena localizado en la provincia de Cangallo, región Ayacucho. Tiene una superficie de 21.680 ha. y una población de 4175 habitantes. Está a 90 km de distancia de la ciudad de Ayacucho.

## Etimología
El nombre de Quispillaccta proviene de dos palabras quechuas: a) qispi que deriva de la abundancia de qispi-rumi (piedra obsidiana) en Qispipata y lugares circundantes, y b) llaqta, que significa pueblo. Por eso se dice que el significado de Quispillaccta es un “pueblo vidrioso, asentado en un lugar con abundante presencia de piedra obsidiana”

## Historia
Desde 1602, los ayllus de Lucrukas, Kanas, Yungas, Cañaris, Aymaras, Anqaras (chankas) y Quechas constituyeron un solo llaqta, conocido actualmente con el nombre de Quispillaccta.
Quispillaccta cuenta con 13 localidades ubicadas en dos cuencas: la cuenca del Río Pampas y la cuenca del Río Cachi. En la primera se encuentran ocho localidades: Villa Vista (capital), Yuracc Cruz, Pirhuamarca, Llacctahuran, Socobamba, Huertahuasi, Cerse y Tuco; en la segunda cuenca se encuentran cinco localidades: Unión Potrero, Puncupata, Catalinayocc, Pampamarca y Cuchoquesera.